# FRIENDS (真野恵里菜のアルバム)
『FRIENDS』（フレンズ）は、真野恵里菜の1枚目のアルバム。2009年発売。

## 概要
初回生産限定盤はDVD付き。また、初回生産限定盤･通常盤初回特典として年賀状応募ハガキ封入されている。

## 収録曲
1. 乙女の祈り
（作詞：三浦徳子　作曲：KAN　編曲：たいせい）
1st メジャーシングル
2. OSOZAKI 娘
（作詞：三浦徳子　作曲：畠山俊昭　編曲：朝井泰生）
テレビ朝日クリスマスキャンペーンイメージソング
3. 世界は サマー・パーティ
（作詞：三浦徳子　作曲：KAN　編曲：佐々倉有吾）
3rd メジャーシングル
4. いつもいつでも
（作詞：三浦徳子　作曲：経塚泰誠　編曲：高橋諭一）
「半分エスパー」エンディングテーマ
5. ラララ-ソソソ
（作詞：三浦徳子　作曲：KAN　編曲：たいせい）
3rd インディーズシングル
6. はじめての経験
（作詞：三浦徳子　作曲：KAN　編曲：たいせい）
2nd メジャーシングル
7. ラッキーオーラ
（作詞：三浦徳子　作曲：KAN　編曲：たいせい）
2nd インディーズシングル
8. サンタのサキソフォン
（作詞：三浦徳子　作曲：経塚泰誠　編曲：たいせい　ブラスアレンジ：竹上良成）
9. この胸のときめきを
（作詞：三浦徳子　作曲：畠山俊昭　編曲：solaya）
4th メジャーシングル
10. まつげの先に君がいる
（作詞：三浦徳子　作曲：畠山俊昭　編曲：佐々倉有吾）
「マノスパイ」主題歌
11. おやすみなさい
（作詞：三浦徳子　作曲：畠山俊昭　編曲：佐々倉有吾）
12. マノピアノ（Album ver.)
（作詞・作曲：KAN　編曲：たいせい）
1st インディーズシングルの新録

## レコーディング参加
- KAN - プログラミング
- たいせい（シャ乱Q） - プログラミング、ピアノ、パーカッション
- 朝井泰生 - プログラミング、ギター
- 高橋諭一 - プログラミング、アコースティックギター、コーラス
- 関口源八 - パーカッション
- 鈴木正則 - トランペット
- 竹上良成 - サックス
- 稲葉貴子 - コーラス
- 落合夕子 - コーラス
- 新堂敦士 - コーラス
- スマイレージ - コーラス
- 仁科かおり - コーラス